# Bedouin Soundclash
Bedouin Soundclash ist eine im Jahr 2001 gegründete kanadische Band aus Toronto, Ontario. Ihr Musikstil ist ein Mix aus Reggae, Rock, Soul und Ska.

## Geschichte
Jay Malinowski, Eon Sinclair und Pat Pengelly lernten sich während ihrer Zeit an der Queen’s University in Kingston, Ontario kennen. 2001 brachten sie ihr erstes Album Root Fire heraus. Dort wirkte auch der Djembé-Spieler Brett Dunlop mit.
Ihr zweites Album Sounding a Mosaic, welches 2004 auf den Markt kam, wurde vom Bad-Brains-Bassisten Darryl Jenifer produziert. Die erste Single When the Night Feels My Song war ihr Durchbruch in Kanada. Nachdem sie in den CFNY-FM-Charts auf dem ersten Platz landete, spielten auch immer mehr andere kanadische Radios im Sommer 2005 den Song.
Der Name „Bedouin Soundclash“ stammt vom gleichnamigen Album des Künstlers Raz Mesinai.
Im Sommer 2005 spielten sie auf der Warped Tour. Außerdem erreichte Sounding a Mosaic im Vereinigten Königreich den ersten Platz in den BBC-6-Music-Charts und Platz 24 der offiziellen Singles-Charts.
Während ihrer Tour im Jahr 2006 spielten sie mit Ben Harper, Damian Marley, The Skatalites und Burning Spear. Im selben Jahr gewannen sie einen Juno Award in der Kategorie New Group of the Year.
When the Night Feels My Song war auch das Lied für einen T-Mobile-Werbespot in Kanada und Großbritannien. 12:59 Lullaby war die Titelmusik einer Grey’s Anatomy-Folge.
Ihr drittes Album Street Gospels erschien am 21. August 2007.
Im Januar 2009 verließ der Schlagzeuger Pat Pengelly die Band. Im Februar 2010 wurde Sekou Lumumba als neuer Schlagzeuger vorgestellt. Das vierte Studioalbum Light the Horizon erschien am 28. September 2010 bei ihrem selbstgegründeten Label Pirates Blend Records.
Im Sommer 2016 gab die Band bekannt, dass sie an einem neuen Album arbeitet und dass der Schlagzeuger Chuck Treece neues Mitglied der Band ist.

## Diskografie

### Alben
- 2001: Root Fire (Released Independently)
- 2004: Sounding a Mosaic (Stomp Records, CA: Platin)[3]
- 2007: Street Gospels (SideOneDummy, CA: Gold)
- 2010: Light the Horizon (Pirates Blend Records)
- 2019: Mass (Easy Star Records)
- 2022: We Will Meet in a Hurricane (Dine Alone Records)

### EPs
- 2009: Where Have the Songs Played Gone To? (SideOneDummy)

### Singles
- 2005: When the Night Feels My Song (CA: Platin)
- 2005: Shelter
- 2006: Gyasi Went Home
- 2006: When the Night Feels My Song (UK-Edition)
- 2007: Walls Fall Down (CA: Gold)
- 2007: St. Andrews
- 2008: 12:59 Lullaby
- 2008: Until We Burn in the Sun (The Kids Want a Love Song)
- 2009: Hearts in the Night
- 2010: Mountain Top
- 2014: Brutal Hearts